# نادي ثنية العابد
نادي ثنية العابد، نادي كرة قدم جزائري من ولاية باتنة. تأسس عام 1988. من أهم انجازاته الوصول إلى نهائي كاس ولاية باتنة

## قائمة اللاعبين
- بومرزوف الشافعي
- بزاز الحسن
- تيميزار حمزة
- بارو رحيم
- يحياوي ياسين
- بومعراف خالد
- بوتة رياض
- بارو عبسى
- بن فيفي شهاب
- يحياوي لمير
- تافرونت خالد
- بوبيش حسام
- بارو شمس الدين
- بومعراف هشام
- ساها
- بارور عبد الله
- اوراغ حمزة
- اولمان نبيل